# Física
La física (del grec φυσικός (phusikos), 'natural' i φύσις (phusis), 'natura') és la ciència que estudia la natura en el seu sentit més ampli, ocupant-se del comportament de la matèria i l'energia, i de les forces fonamentals de la natura que governen les interaccions entre les partícules. Fou anomenada filosofia natural fins a final del segle xix. Els físics estudien un ampli espectre de fenòmens físics: des de les partícules subatòmiques, que formen la matèria ordinària (física de partícules), a l'univers com un tot (cosmologia).
Els descobriments de la física troben aplicació en totes les altres ciències naturals, ja que la matèria i l'energia són els components bàsics del món natural. Algunes de les propietats estudiades en física són comunes a tots els sistemes materials, com la conservació de l'energia. Aquestes propietats són sovint anomenades lleis físiques. De vegades s'ha dit que la física és la ciència fonamental, perquè les altres ciències (biologia, química, geologia, etc.) tracten amb determinats tipus de sistemes materials que obeeixen les lleis de la física. Per exemple, la química és la ciència de les molècules i els compostos químics que aquestes formen en grans quantitats. Les propietats dels components químics venen determinades per les propietats de les molècules, les quals són descrites amb precisió per distintes àrees de la física com la mecànica quàntica, la termodinàmica i l'electromagnetisme.
La física està estretament relacionada amb les matemàtiques. Les matemàtiques proporcionen a la física el llenguatge i les eines necessàries que permeten obtenir una formulació precisa (quantitativa) de les lleis físiques i els fenòmens que aquestes impliquen. Això, de retruc, fa possible que es puguin verificar (o descartar) els resultats predits experimentalment.
Les teories físiques són gairebé sempre expressades en forma de relacions matemàtiques, i les matemàtiques requerides acostumen a ser més complicades que les d'altres ciències. Una diferència bàsica entre física i matemàtiques és que la física s'ocupa, en última instància, de les descripcions del món material, mentre que les matemàtiques tracten amb abstraccions que no depenen d'aquest. Val a dir que la distinció no sempre és òbvia: hi ha una gran quantitat d'investigació a mig camí entre física i matemàtiques, coneguda amb el nom de física matemàtica, dedicada a desenvolupar l'estructura matemàtica de les teories físiques. Tanmateix, aquesta unió entre matemàtiques i física amaga un aspecte ben sorprenent, i és que la física també fa les seves aportacions a les matemàtiques.

## Visió històrica de la investigació en la física
La història de la física intenta explicar la natura i els fenòmens que, des de la més remota antiguitat, es tracten de comprendre: el pas de les estacions, el moviment dels cossos i dels astres, els fenòmens climàtics, les propietats dels materials, etc. Les primeres explicacions van aparèixer en l'antiguitat i es basaven en consideracions purament filosòfiques, sense verificar experimentalment. Algunes interpretacions falses, com la feta per Ptolemeu en el seu famós Almagest ("La Terra és al centre de l'Univers i al seu voltant giren els astres") van perdurar durant segles.

### Física antiga
Els xinesos, els babilonis, els egipcis i els maies van observar els moviments dels planetes i van assolir de predir els eclipsis, però no van aconseguir de trobar un sistema que expliqués el moviment planetari. Les especulacions dels filòsofs grecs van introduir dues idees fonamentals sobre els components de l'Univers, oposades entre si: l'atomisme, proposat per Leucip i Demòcrit als segles iv i v aC, i la teoria dels elements, formulada durant el segle v aC. A Alexandria, el centre científic de la civilització occidental durant el període hel·lenístic, va haver notables avenços. Allí, el matemàtic i inventor grec Arquimedes va dissenyar amb palanques i cargols diversos aparells mecànics pràctics i va amidar la densitat d'objectes sòlids submergint-los en un líquid. Altres científics grecs importants d'aquella època van ser l'astrònom Aristarc de Samos, que va trobar la relació entre les distàncies de la Terra al Sol i de la Terra a la Lluna; el matemàtic, astrònom i geògraf Eratòstenes, que va amidar la circumferència de la Terra i va elaborar un catàleg d'estrelles; i l'astrònom Hiparc de Nicea, que va descobrir la precessió dels equinoccis. En el segle ii l'astrònom, matemàtic i geògraf Claudi Ptolemeu va proposar el sistema que duu el seu nom per explicar el moviment planetari. En el sistema de Claudi Ptolemeu, la Terra és al centre i el Sol, la Lluna i les estrelles giren al seu voltant en òrbites circulars.

### Física a l'edat mitjana
Durant l'edat mitjana es van produir pocs avenços, tant en física com en les altres ciències. No obstant això, savis àrabs com Averrois o com Ibn an-Nafís van contribuir a la conservació de molts tractats científics de la Grècia clàssica. En general, les grans universitats medievals fundades a Europa pels ordes monàstics a partir del segle xiii no van suposar un gran avenç per a la física o altres ciències experimentals. El filòsof escolàstic i teòleg italià Tomàs d'Aquino, per exemple, va tractar de demostrar que les obres de Plató i Aristòtil eren compatibles amb les Sagrades Escriptures. El filòsof escolàstic i científic britànic Roger Bacon va ser un dels pocs filòsofs que va defensar el mètode experimental com l'autèntica base del coneixement científic; també va investigar en astronomia, química, òptica i disseny de màquines.

### Física clàssica

Algunes forces de la física clàssica

La física clàssica inclou les branques tradicionals i temes que foren reconeguts i prou ben desenvolupats abans del començament del segle xx:
- Mecànica: s'ocupa dels cossos sobre els quals actuen les forces i altres cossos en moviment i es pot dividir en estàtica (estudi de les forces sobre un o més cossos en repòs), cinemàtica (estudi del moviment sense importar-ne la causa) i dinàmica (estudi del moviment i les forces que l'afecten); alhora, la mecànica pot dividir-se en mecànica dels sòlids i mecànica dels fluids. Aquesta última comprèn branques com la hidroestàtica, la hidrodinàmica, l'aerodinàmica i la pneumàtica.
- L'acústica: l'estudi del so, sovint es considera una branca de la mecànica perquè el so és degut al moviment de les partícules d'aire, o un altre medi, a través del qual les ones sonores poden viatjar i, per tant, pot explicar-se en termes de lleis de la mecànica. Entre les branques més modernes de l'acústica es troba la ultrasònica, que és l'estudi de les ones sonores a molt alta freqüència, més enllà del que pot percebre l'oïda humana.
- L'òptica: l'estudi de la llum, s'encarrega no sols de la llum visible sinó també de la radiació infraroja o la ultraviolada, les quals manifesten tots els fenòmens de la llum visible excepte la visibilitat, és a dir, reflexió, refracció, interferència, difracció, difusió (vegeu espectre electromagnètic) i polarització.
- La termodinàmica s'encarrega de les relacions entre la calor (l'energia interna que tenen les partícules de les quals es compon una substància) i altres formes d'energia.
- L'electromagnetisme ha estat estudiat com una branca de la física des que fou descoberta la connexió entre l'electricitat i el magnetisme a principis del segle xix. Un corrent elèctric crea un camp magnètic i un camp magnètic canviant provoca la inducció d'un corrent elèctric. L'electroestàtica tracta les càrregues elèctriques en repòs, l'electrodinàmica les càrregues en moviment i la magnetoestàtica els pols magnètics en repòs.

### Física moderna
La major part de la física clàssica es preocupa per la matèria i l'energia a una escala normal d'observació; per contra, molta de la física moderna (és a dir, els canvis que portaren les revolucionàries teories de principis del segle xx al món dels físics) s'ocupa del comportament de la matèria i l'energia sota condicions extremes (a velocitats lumíniques o pròximes a la de la llum) o en una escala molt gran o molt menuda. Per exemple, la física atòmica i la nuclear estudien la matèria a l'escala més menuda a què poden identificar-se els elements químics. La física de partícules treballa a una escala més menuda encara, encarregant-se de les unitats més bàsiques de la matèria. Aquesta branca de la física és també coneguda com a física d'alta energia per les energies extremadament elevades que són necessàries per a produir molts dels tipus de partícules en enormes acceleradors de partícules. A aquesta escala, no són vàlides les nocions d'espai, temps, matèria i energia a què estem acostumats.
Les dues teories principals en la física moderna presenten un diferent panorama dels conceptes de temps, espai i matèria del que presentava la física clàssica. La teoria quàntica s'ocupa de la natura discreta (en comptes de contínua) de molts fenòmens a nivell atòmic i subatòmic, i dels aspectes complementaris de les ones i partícules en la descripció d'aquests fenòmens. La teoria de la relativitat tracta de la descripció dels fenòmens que ocorren en el marc de referència que es troba en moviment respecte a un observador; la teoria especial de la relativitat s'encarrega del moviment uniforme en un espaitemps pla i d'objectes movent-se a la velocitat de la llum o prop i la teoria general de la relativitat de moviment accelerat relativament en l'espaitemps corbat i la seua connexió amb la gravitació. Tant la teoria quàntica com la de la relativitat troben aplicacions en totes les àrees de la física moderna.

### Física teòrica i experimental
La cultura de la investigació física difereix de les altres ciències en la separació de teoria i experiment. Des del segle xx, la major part dels físics s'han especialitzat o bé en física teòrica o bé en física experimental, i en el segle xx molt pocs han tingut èxit en ambdós camps d'investigació. En contrast, quasi tots els teòrics que han triomfat en biologia i química han estat també experimentadors.
En línies generals, els teòrics busquen desenvolupar teories que descriguin i interpretin resultats experimentals existents i prediguin amb èxit resultats futurs, mentre que els experimentadors ideen i realitzen experiments per explorar nous fenòmens i comprovar les prediccions teòriques. Encara que teoria i experiment són desenvolupats independentment, depenen en gran manera l'un de l'altre. El progrés en física freqüentment ve quan els experimentadors fan un descobriment que les teories existents no poden explicar, i es necessiten aleshores noves teories. De manera similar, idees sorgides de la teoria sovint inspiren nous experiments. En absència d'experiment, la investigació teòrica pot anar en la direcció equivocada. Aquesta és una de les crítiques que ha estat dirigida cap a la teoria de cordes, una popular teoria en la física d'altes energies per a la qual encara no s'ha ideat cap prova experimental.

## Branques de la física
La física és una ciència molt extensa i que agrupa disciplines molt distants entre si. La llista següent és un intent d'agrupar-ne tots els camps de manera exhaustiva:
- acústica
- astrofísica
- astronomia
- biofísica
- caos
- cosmologia
- criogènia
- cristal·lografia
- electrodinàmica quàntica
- electromagnetisme
- electrònica
- física atòmica
- física computacional
- física d'altes energies
- física d'altes pressions
- física de partícules
- física del làser
- física del plasma
- física matemàtica
- física molecular
- física nuclear
- fisicoquímica
- geofísica
- gravetat quàntica
- mecànica de fluids
- mecànica estadística
- mecànica quàntica
- mecànica
- meteorologia
- nanotecnologia
- òptica quàntica
- òptica
- relativitat
- teoria de cordes
- teoria quàntica de camps
- termodinàmica

## Teories
Encara que la física s'interessa per una gran varietat de sistemes, algunes teories només poden estar relacionades amb la física com un tot i no amb un dels seus camps. Cadascuna és considerada ajustada dins d'un cert domini de la validesa o d'aplicabilitat. Per exemple, la teoria de la mecànica clàssica descriu amb precisió el moviment d'un objecte, però a condició que (1) les seves mides siguin molt més grans que un àtom, (2) que la seva velocitat sigui molt inferior a la velocitat de la llum, (3) que no sigui massa a prop d'una gran massa, i (4) que no estigui carregat elèctricament. Les velles teories, com la mecànica de Newton, continuen sent matèria de recerca especialment pel que fa a l'estudi de fenòmens complexos, com per exemple la teoria del caos. Les teories són a la base de qualsevol investigació en el món de la física i tots els estudiants, sigui quina sigui la seva especialitat, ha de conèixer els fonaments de cadascuna.
| Teoria                             | Dominis | Conceptes |
| ---------------------------------- | --- | --- |
| Mecànica clàssica                  | Cinemàtica, lleis de Newton, mecànica analítica, mecànica dels fluids, partícula puntual, mecànica dels sòlids, transformació de Galileu, mecànica dels medis continus | Dimensió, espai, temps, sistema de referència, longitud, velocitat, velocitat relativa, massa, moment angular, força, energia, parell de forces, llei de conservació, moviment harmònic, ona, treball, potència, equilibri |
| Electromagnetisme                  | Electroestàtica, electricitat, magnetisme, equacions de Maxwell | Càrrega elèctrica, corrent elèctric, camp elèctric, camp magnètic, camp electromagnètic, radiació electromagnètica |
| Física estadística i termodinàmica | Màquina tèrmica, teoria cinètica molecular | Constant de Boltzmann, entropia, energia lliure, transferència de calor, funció de partició, temperatura, equilibri termodinàmic                                                                                           |
| Mecànica quàntica                  | Integral de camí, equació de Schrödinger, teoria quàntica de camps | Hamiltonià, bosó, fermió, partícules idèntiques, constant de Planck, oscil·lador harmònic quàntic, funció d'ones, energia del buit                                                                                         |
| Teoria de la relativitat           | Relativitat galileana, relativitat especial, relativitat general | Principi d'equivalència, quadrivector, espaitemps, velocitat de la llum, velocitat relativa, invariància de Lorentz |

## Mètodes
Els físics observen, mesuren i modelitzen el comportament i les interaccions de la matèria a través de l'espai i el temps definint fenòmens físics.
Una teoria o un model és un conjunt conceptual, formalitzat matemàticament, en què els paràmetres considerats com a independents (per exemple la càrrega, l'energia i el temps) s'expressen en forma de variables (q, E i t) i són mesurats amb unitats adequades (coulomb, joule i segon). La teoria relaciona les variables amb una o més equacions (E=mc², per exemple). Les relacions establertes permeten fer prediccions quantitatives dels resultats dels experiments.
Una experiència és un protocol material que permet la mesura de certs fenòmens dels quals la teoria proporciona una representació conceptual. És il·lusori aïllar una experiència de la teoria associada. El físic no mesura les coses a l'atzar, ha de tenir en compte l'univers conceptual d'una teoria. Aristòtil mai va pensar de calcular el temps que trigaria a arribar a terra una pedra llançada, simplement perquè no la seva visió del món no considerava aquest tipus de quantificació. Aquesta experiència va haver d'esperar a Galileu per ser portada a terme.
Un altre exemple d'experiència clarament dictada per un marc conceptual teòric és el descobriment dels quarks en el marc de la física de partícules. El físic Murray Gell-Mann va observar que les partícules sotmeses a una força nuclear forta es distribueix d'acord amb una estructura matemàtica elegant, però tres posicions bàsiques (en el sentit matemàtic de la teoria de la representació de grups) d'aquesta estructura no s'acomplien. Per tant, va postular l'existència d'altres partícules més fonamentals (en el sentit físic) que els protons i els neutrons. Els experiments van permetre més tard, i arran d'aquesta teoria, trobar l'evidència de la seva existència.
Per contra, les experiències que ofereixen resultats no coincidents amb la teoria poden posar-la en dubte (com va ser el cas del problema del cos negre que va provocar l'aparició de la mecànica quàntica, o també els casos de la desaparició de vitalisme o de l'atomisme termodinàmics), o forçar la modificació de la teoria i el model per tal d'integrar els nous elements. L'exemple del descobriment de Neptú és il·lustratiu d'aquest efecte, els astrònoms podien portar a terme una primera experiència, la de la mesura de la trajectòria d'Urà, però la teoria de Newton donava una trajectòria diferent de l'observada. Per mantenir la teoria, Urbain Le Verrier i, de manera independent, John Couch Adams van postular l'existència d'un nou planeta, i d'acord amb aquesta hipòtesi, van predir-ne la posició. Això va ser verificat després d'un segon experiment que va consistir a mirar amb el telescopi vers el lloc previst. És evident que la interpretació dels resultats de la primera experiència depèn de la teoria i la segona no s'hauria produït mai sense la teoria i el seu càlcul. Un altre exemple és l'existència dels neutrins, prevista per Wolfgang Pauli per poder explicar l'espectre de la desintegració beta, i l'aparent manca de conservació de moment angular.

### El mètode científic
La física utilitza el mètode científic per a comprovar la validesa de les teories físiques, utilitzant una aproximació metodològica per a comparar les implicacions d'una teoria en qüestió amb les conclusions derivades dels experiments i observacions que s'han portat a terme per verificar-la. Els resultats experimentals i les observacions es recullen i es contrasten amb les prediccions i hipòtesis fetes per una teoria, ajudant així a la determinació de la validesa o invalidesa de la teoria.
El mètode experimental modern requereix que les teories físiques s'han de basar en l'observació dels fenòmens naturals, han de ser formulades com a relacions matemàtiques i han de ser provades amb experiments.
Les teories que tenen un gran suport per les dades experimentals i mai hi ha hagut cap prova empírica competent que les comprometi sovint són anomenades lleis científiques, o lleis naturals. Per descomptat, totes les teories, incloses les anomenades lleis científiques, sempre poden ser reemplaçades per d'altres de més exactes, si s'observa alguna dada que no concorda amb el que estableix la teoria.

### La recerca
La cultura de la recerca en el camp de la ciència física presenta una diferència significativa amb la d'altres ciències: es tracta de la separació entre la teoria i l'experiència. Des del segle xx, la majoria dels físics s'han especialitzat o en física teòrica o en física experimental. En canvi, gairebé tots els teòrics de renom en ciències químiques o biològiques també es dediquen a l'experimentació.
Des de la introducció de la informàtica, la simulació per ordinador ocupa un lloc molt important a la investigació en física. Permet la resolució aproximada dels problemes matemàtics que no poden ser tractats analíticament. Molts teòrics dels físics teòrics són també informàtics.

#### Recerca en la física contemporània
La recerca en el camp de la física contemporània es divideix en diferents branques o disciplines que estudien diferents aspectes del món físic:
| Camp                            | Branques | Principals teories                                                                | Conceptes |
| ------------------------------- | --- | --------------------------------------------------------------------------------- | --- |
| Astrofísica                     | Cosmologia, planetologia, física del plasma, física d'astropartícules                                                                           | Big-bang, univers inflacionari, relativitat general, matèria fosca, raigs còsmics | Forat negre, galàxia, gravetat, ona gravitatòria, planeta, sistema solar, estrella, univers                                                                                 |
| Física quàntica                 | Física atòmica, física molecular, òptica, fotònica                                                                                              | Òptica quàntica                                                                   | Difracció, radiació electromagnètica, làser, polarització electromagnètica, interferències                                                                                  |
| Física de partícules            | Accelerador de partícules, física nuclear | Model estàndard, teoria de la gran unificació, teoria de cordes, teoria M         | Interaccions fonamentals (gravetat, electromagnetisme, força nuclear feble, força nuclear forta), partícula elemental, antipartícula, Espín, Ruptura espontània de simetria |
| Física de la matèria condensada | Física de l'estat sòlid, ciència de materials, física de polímers, física de la matèria condensada tova, física mesoscòpica, sistema desordenat | Superconductivitat, ona de Bloch, condensat fermiònic, líquid de Fermi            | Estat de la matèria (sòlid, líquid, gas, plasma, condensat de Bose-Einstein, fluid supercrític, superfluid), conductor, magnetisme, autoorganització                        |

En el camp de la física de la matèria condensada, un important problema teòric no resolt és el de la superconductivitat d'alta temperatura; molts dels experiments que es fan tenen com a objectiu aconseguir mètodes viables per assolir la fabricació d'ordinadors quàntics i màquines basades en l'espintrònica.
En el camp de la física de partícules, han començat a aparèixer les primeres proves experimentals que van més enllà del model estàndard. Entre aquestes, hi ha indicis que indicarien que els neutrins no tindrien una massa nul·la. Aquests resultats experimentals semblen haver resolt el ja antic problema dels neutrins solars i la física dels neutrins massius continua sent una àrea de recerca activa a nivell teòric i experimental. Els acceleradors de partícules han començat a experimentar a nivells d'energia de l'ordre del TeV, en els quals els investigadors esperen trobar proves del bosó de Higgs i les partícules supersimètriques.

## Objectius i límits de la física

### Recerca d'un corpus finit i evolució permanent
La història de la física suggereix que és il·lusori pensar que eventualment trobarem un conjunt finit d'equacions que no podran ser contradites per l'experiència. Cada teoria acceptada en un moment històric finalment ha acabat per mostrar els seus límits, i s'ha integrat en una teoria més àmplia. La teoria de la gravetat newtoniana és vàlida en condicions en què les velocitats són petites i les masses implicades són petites, però quan les velocitats s'acosten a la velocitat de la llum o les masses (o de manera equivalent en relativitat, les energies) esdevenen importants, s'ha de donar pas a la relativitat general. A més, això és incompatible amb la mecànica quàntica quan l'escala d'estudi és microscòpica i en condicions de molt alta energia (per exemple, en el moment del big-bang o a prop d'una singularitat a l'interior d'un forat negre).
La física teòrica troba els seus límits en la mesura en què la seva contínua renovació provoca la incapacitat d'arribar a un estat de coneixement perfecte i sense errors de la realitat. Molts filòsofs, com Immanuel Kant, van advertir en contra de qualsevol creença que el coneixement humà dels fenòmens pugui coincidir amb la realitat, si és que aquesta existeix. La física no descriu el món, les seves conclusions no es relacionen amb el món mateix, sinó amb el model que es dedueix a partir alguns dels paràmetres estudiats. És una ciència exacta en la qual les hipòtesis i els paràmetres considerats condueixen exactament a les conclusions.
La concepció moderna de la física, especialment a partir del descobriment de la mecànica quàntica, ja no té com a objectiu últim la determinació de les causes de les lleis de la física, sinó tan sols explicar el com d'una aproximació positivista. També podem ressaltar la idea d'Albert Einstein sobre el treball dels físics: fer física és com emetre teories sobre el funcionament d'un rellotge que mai podem obrir.

### Recerca de la simplificació i la unificació de les teories
La física també té una dimensió estètica, de fet, els teòrics, cerquen gairebé de manera sistemàtica de simplificar, unificar i simetritzar les teories. Això es fa a partir de la reducció del nombre de constants fonamentals adimensionals, de la unió de marcs conceptuals que abans estaven separats (la teoria de Maxwell unifica electricitat i magnetisme, la interacció electrofeble ha unificat l'electrodinàmica quàntica amb la interacció feble, i així successivament fins a la construcció d'un model estàndard de física de partícules). La recerca de la simetria en les teories, més enllà del fet que pel teorema de Noether produeixen espontàniament les constants del moviment (com l'energia es conserva quan les equacions del sistema són invariants temporalment) és un element d'estètica de les equacions i una motivació per als físics i, des del segle xx, el principal motor de l'evolució de física teòrica.
Des del punt de vista experimental, la simplificació és un principi de pragmatisme. De fet, per a dur a terme una experiència, és necessari dominar un gran nombre de paràmetres físics per tal de crear amb precisió les condicions experimentals requerides. La majoria de les situacions que ocorren de manera espontània en la natura són molt confuses i irregulars. A més de fenòmens excepcionals com l'arc de Sant Martí, que causen una gran sorpresa als profans, en la nostra escala el món combina molts principis i teories que pertanyen a dominis separats del corpus. Els conceptes de la física requereixen molt de temps per ser assimilats pels mateixos físics. Una certa preparació del dispositiu experimental permet la manifestació d'un fenomen físic tan depurat com sigui possible. En resum, un arc de Sant Martí ben contrastat i clar, per prendre una imatge poètica. Aquest requisit experimental dona per desgràcia un aspecte artificial a la física, especialment quan s'ensenya a un públic jove. Paradoxalment, no hi ha res que sembli tan a prop de ser la natura com un experiment de física, per tant només s'hi busca la simplificació.
Al llarg de la història, algunes teories complexes i poc elegants des d'un punt de vista matemàtic poden ser molt eficaces i dominar teories molt més simples. L'Almagest de Ptolemeu, basat en una figura geomètrica simple, el cercle, incloïa una sèrie de constants de les quals depenia la teoria, però va permetre d'entendre el cel durant més de mil anys sense massa error. El model estàndard de la física de partícules que descriu les partícules elementals també inclou una trentena de paràmetres arbitraris, i per això mai cap teoria ha pogut ser comprovada experimentalment amb exactitud. Tanmateix, entre els físics tothom està d'acord a considerar que algun dia aquesta teoria serà sublimada i integrada dins una teoria més simple i elegant, igual que el sistema de Ptolemeu va desaparèixer en favor de la teoria de Kepler primer i Newton més tard.